# Aechmea downsiana
Aechmea downsiana là một loài thực vật có hoa trong họ Bromeliaceae. Loài này được Pittendr. mô tả khoa học đầu tiên năm 1958.